# Vier alte Ahornbäume
Vier alte Ahornbäume heißt ein Naturdenkmal mit der Listennummer ND-7332-521 in der rheinland-pfälzischen Ortsgemeinde Dirmstein. Von den ehemals vier Spitzahornen existieren nur noch drei, so dass der amtliche Name eigentlich überholt ist.
Standort der Bäume, die jeweils eine Höhe von 15 bis 18 Metern haben, ist das Koeth-Wanscheidsche Schloss in der Herrengasse 45, wo sie an der Straße den Hofeingang flankieren. Rechts von diesem, parallel vor der niedrigen Hofmauer, stehen zwei der Bäume, links einer; vom vierten ganz links ist seit Jahren nur noch der Stumpf zu sehen. Gepflanzt wurden die Bäume möglicherweise in der Entstehungszeit des hinter dem Schloss gelegenen Schlossparks, der um 1830 durch den Landschaftsarchitekten Johann Christian Metzger angelegt wurde.